# Mogollon Rim

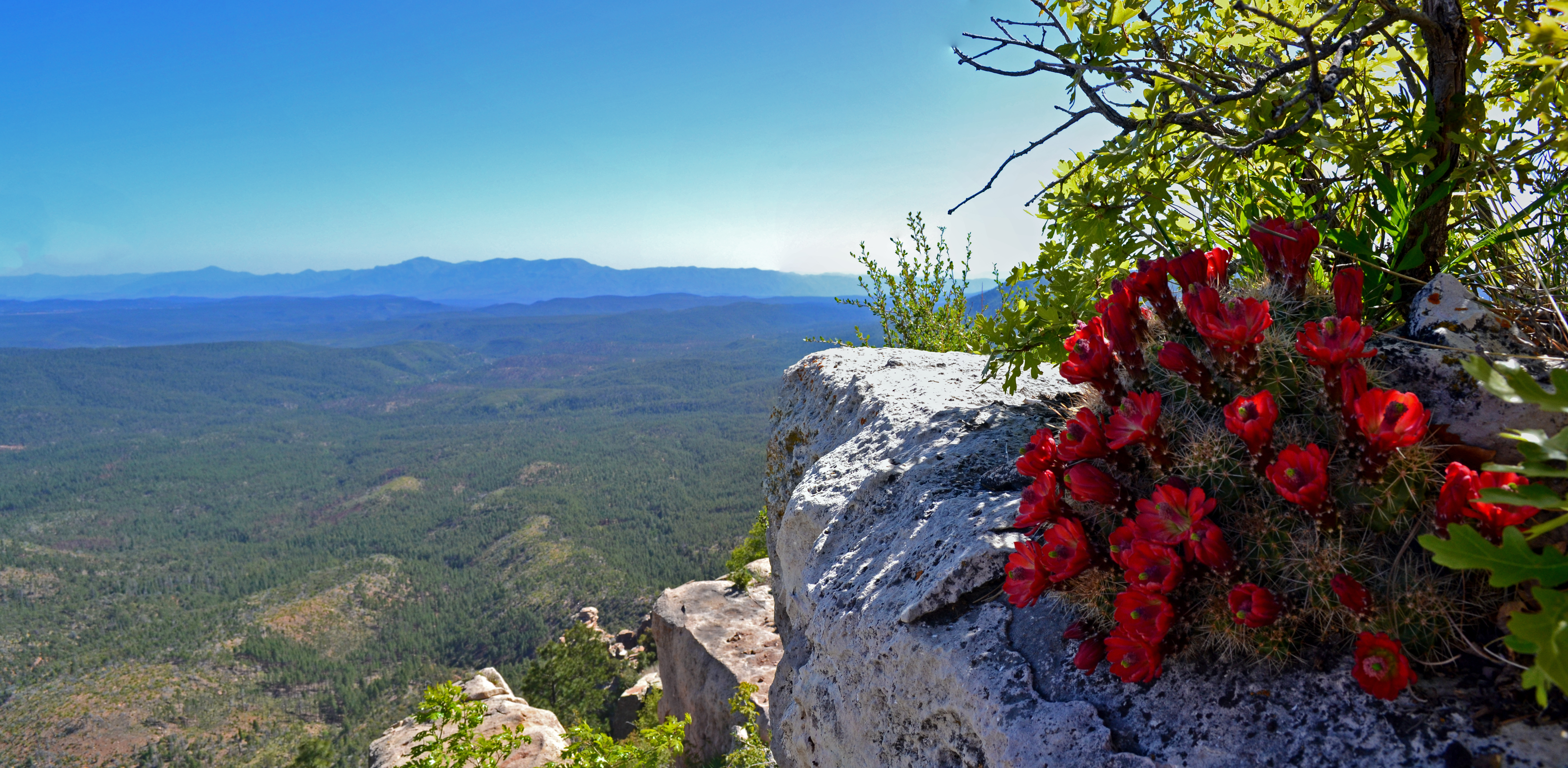
Blick vom Mogollon Rim nach Südwesten in die Tiefebene

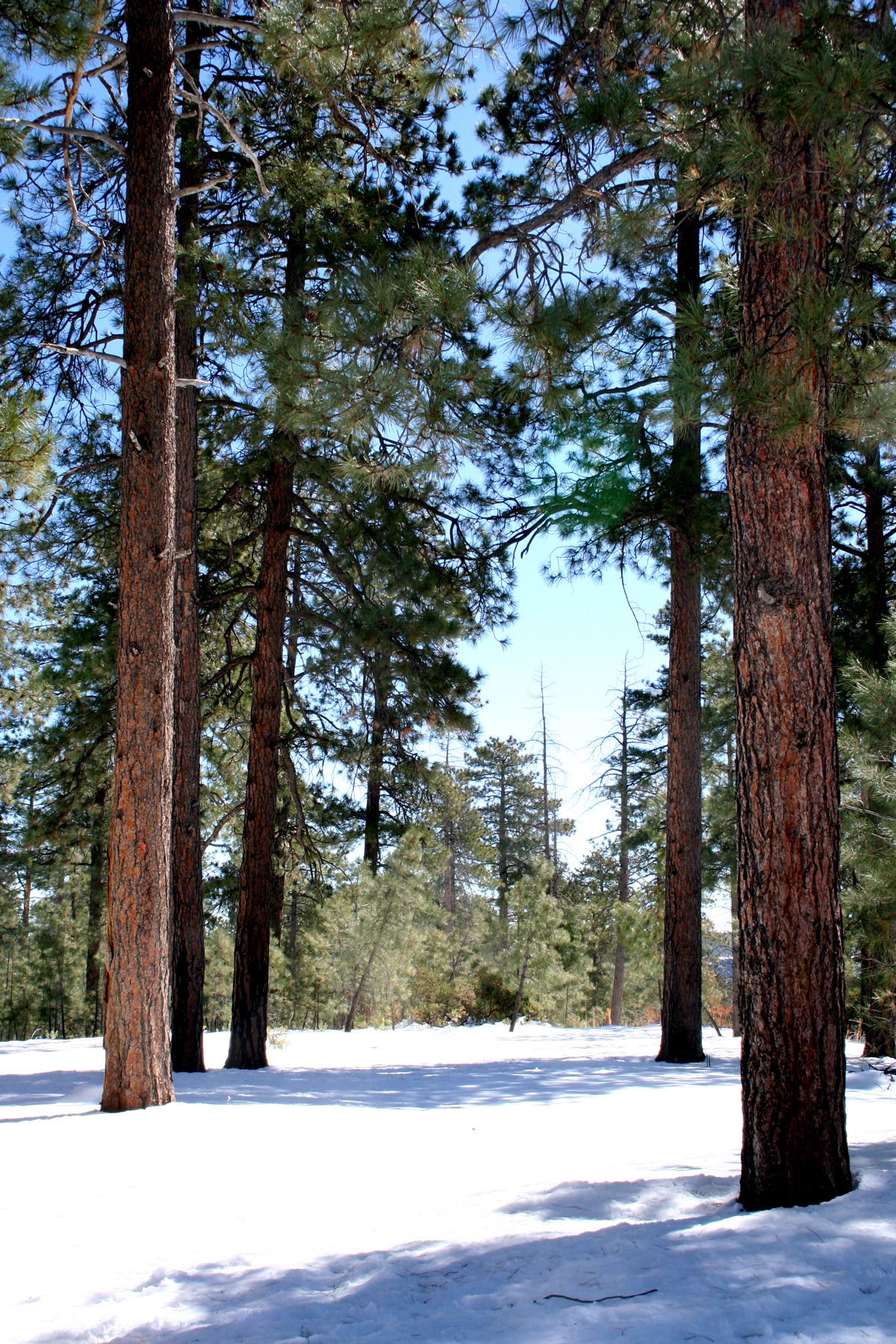
Wald aus Gelb-Kiefern auf dem Mogollon Rim

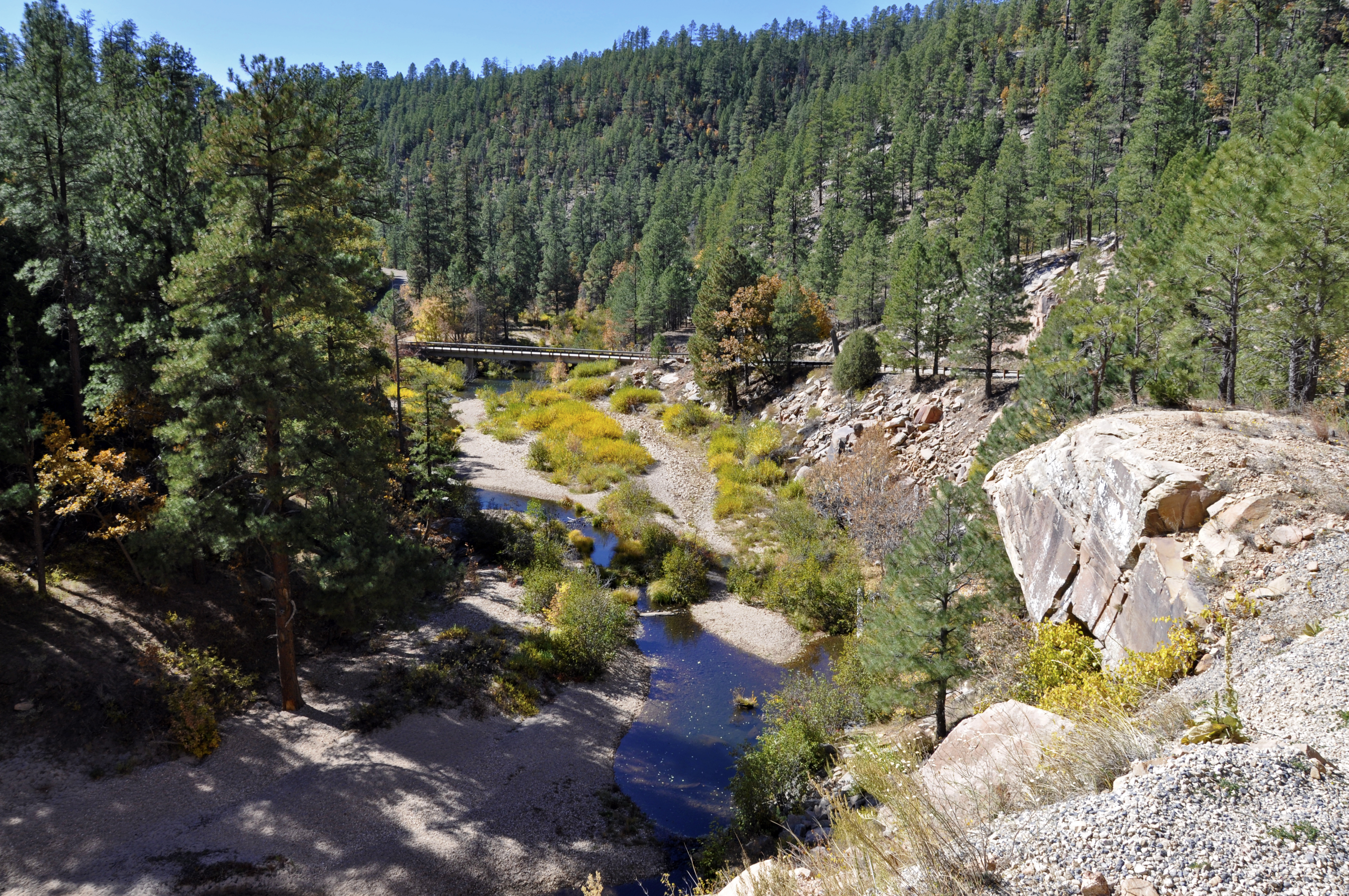
Tal des East Clear Creek

Der Mogollon Rim ist ein Gebirgszug im US-Bundesstaat Arizona. Er entstand als Schichtstufe bei der Hebung des Colorado-Plateaus und ist dessen südwestliche Begrenzung im Übergang zur Basin-and-Range-Region. Das macht den Mogollon Rim zur bedeutendsten Gliederungsstruktur Arizonas, durch den der Bundesstaat in seine beiden geologischen Haupträume geteilt wird.
Er ist benannt nach Juan Ignacio Flores Mogollon, dem spanischen Gouverneur von Nuevo Mexico in den Jahren 1712–15.

## Geographie
Der Mogollon Rim zieht sich über fast 350 km vom Südwesten Flagstaffs nach Südosten bis zu den White Mountains. Nach Südwesten hin fällt er über rund 600 Höhenmeter steil in die Tiefebene ab, nach Nordosten neigt er sich sanft und mit nur geringem Höhenunterschied auf das Hochplateau. In die südwestliche Flanke hat die Erosion tiefe Canyons geschnitten. Nach Nordosten entwässert der Mogollon Rim zum Little Colorado River über eine Vielzahl von nur zeitweilig Wasser führende Washes, darunter der Canyon Diablo. Nach Südwesten fließen mehrere Bäche zum Teil durch die Canyons zum Salt River.
Geologisch ist der Mogollon Rim als südwestliche Grenze des Colorado-Plateaus wie dieses zusammengesetzt. Die Gesteine sind die der Grand Staircase, wobei am Mogollon Rim die geologischen Schichten denen der Geologie des Grand Canyon entsprechen. Am Mogollon Rim sind jedoch aufgrund der geringeren aufgeschlossenen Höhe nur die Gesteine des Perm und des Mesozoikums sichtbar. Die Gesteine am Fuß des Hangs sind überwiegend Hermit Shale, ein Schiefer mit Anteilen von Ton- und Sandstein. Darüber folgt der Schnebly Hill Sandstone, ein Sandstein mit einem nur örtlich vorkommenden, eingelagerten Kalkstein namens Fort Apache Member. Der Schnebly-Hill-Sandstein ist durch Eisenoxide tiefrot gefärbt und seine Verwitterungsformen sind für die Felsformationen verantwortlich die die Region um Sedona, das Red Rock County ausmachen. Darüber folgt der Coconino Sandstone, er ist goldgelb und besteht aus äolischen Sedimenten. Die bisher genannten Gesteine erodieren durch geringe Festigkeit fast senkrecht. Die folgende Toroweap Formation ist stabiler und verwittert daher mit einem flacheren Winkel. Daher können sich auf ihr weitaus mehr Pflanzen halten, darunter auch Wacholder und Kiefern. Sie wirkt daher aus der Ferne wie ein grünes Band in den Hängen. Darüber liegt der sehr helle Kaibab Limestone; der Kalkstein bildet wiederum fast senkrechte Wände und ist die oberste massive Schicht des Mogollon Rims. Darüber liegen noch die dünne Moenkopi Formation sowie lokal einige Schotter und insbesondere im zentralen Mogollon Rim nahe dem Mormon Lake und dem ihm benachbarten Mormon-Lake-Vulkan auch eine dünne Basaltdecke.
Die steile Flanke des Gebirgszuges erhält für Arizona überdurchschnittlich viele Niederschläge. Deshalb hat sich auf dem Rücken der größte Gelb-Kiefern-Wald der Vereinigten Staaten gebildet.

## Geschichte
In prähistorischer Zeit war der Gebirgszug von den Angehörigen der Mogollon-Kultur besiedelt. Die Region lag im äußersten Norden des Verbreitungsgebiets der Kultur, die nicht nach dem Mogollon Rim, sondern nach den Mogollon Mountains im Bundesstaat New Mexico benannt ist. Die Mogollon des Mogollon Rim werden zu den Forestdale-Mogollon gezählt, nach einem der ersten Fundorte in der Region. Sie besiedelten sowohl die sanfte Nordflanke der Berge, als auch die Region am südlichen Fuß des Hangs. Ihre Kultur ist bekannt für aufwändigen Bewässerungsfeldbau, den relativ frühen Anbau von Baumwolle, Grubenhäuser und vielfach geschmückte Keramik. Ihre Kultur ging noch vor dem Eintreffen der ersten Weißen unter, die Gründe sind weitgehend unbekannt.
Als die ersten Weißen die Region erreichten, war sie dünn von Apachen besiedelt. Sie leben noch heute im südöstlichen Teil des Gebietes in der Fort Apache Indian Reservation. Die sanfte Nordflanke des Rückens wurde im 19. und 20. Jahrhundert massiv forstwirtschaftlich genutzt. Dabei entstanden die meisten der heutigen Siedlungen der Region. Heute werden die Wälder als Nationalforste durch den United States Forest Service verwaltet. Die Zuständigkeit verteilt sich auf den Tonto National Forest, den Coconino National Forest und den Apache-Sitgreaves National Forest.
Der erste ausgebaute Verkehrsweg über die Bergkette war die Militärroute von Fort Whipple am Rand des heutigen Prescott im Norden des Gebietes bis Fort Apache im Süden. Sie wurde 1872 als Fußpfad angelegt und später durch Schotterstraßen ersetzt. 1883 begannen Investoren mit dem Bau einer Eisenbahn von Flagstaff über den Mogollon Rim hinab in das Gila-Becken und Globe. Die eigentliche Hangkante mit den steilsten Abschnitten wollten sie durch einen rund 900 m langen Tunnel umgehen. Bis die Arbeiten 1887 eingestellt wurden, waren nur rund 20 m vollendet, die östlich von Strawberry zu sehen sind.

## Der Mogollon Rim heute
Die Region lebt heute überwiegend vom Tourismus. Die größten Siedlungen unterhalb des Hangs sind Payson und Sedona. Auf der Hangkante liegen die allerdings wesentlich kleineren Ortschaften Heber-Overgaard, Strawberry und Show Low. Den größten Teil des Gebirgszuges führt die Forest Road 300 entlang der Hangkante. Sie erschließt Wälder, einfache Campingplätze, Seen und die wenigen bewohnten Häuser.
Nur wenige Straßen queren den Mogollon Rim. Vor größerer verkehrlicher Bedeutung sind nur der Interstate Highway 17 zwischen Flagstaff und Phoenix und der U.S. Highway 60 von Show Low nach Phoenix. Im Norden erschließt der Arizona State Highway 89A von Prescott über Sedona im Oak Creek Canyon die Höhe, im Zentrum zwischen Payson und Strawberry die gebündelten Arizona State Highways 260 und 87, sowie der Arizona State Highway 288.